# Mecsekjánosi
Mecsekjánosi  (németül: Janoschi) egykori önálló község, 1954 óta Komló város része. A szénbányászat elindítását Jánosi Engel Adolfnak köszönheti. Hosszú éveket töltött itt Dénes Gizella (1897–1975) írónő, regényeiben a baranyai embereket és tájakat szerepeltetve.

## Fekvése
Komlótól nyugat-északnyugati irányban fekszik, az egykori településközpont a városközponttól mintegy 3-3,5 kilométerre helyezkedik el, de mára a két település lényegében összenőtt. Házai között kelet-nyugati irányban a 6542-es út húzódik végig, északnyugati határszélén a 6546-os út indul Vásárosdombó irányába.
A hazai vasútvonalak közül a települést a MÁV 47-es számú Godisa–Komló-vasútvonala érinti, melynek egy megállási pontja van itt, Mecsekjánosi megállóhely.

## Történet
1332-ben említik először. A török időkben pusztává vált, majd németek telepedtek le ezen a településen.

## Látnivalói
- Római katolikus templom. A Keresztelő János tiszteletére felszentelt, klasszicizáló késő barokk stílusú templom 1810-ben épült. Mögötte felújított kálvária található.
- 1900-ban Engel Adolf (1820–1903) által építtetett kastély.

## Népesség
- 1840: 413 fő, ebből 361 római katolikus, 4 izraelita, 48 egyéb vallású.
- 1910: 550 fő, ebből 546 római katolikus, 4 evangélikus.
- 1940: 562 fő, ebből 561 római katolikus, 1 református.
- 1948-ban római katolikus népiskolájába 219 tanuló járt.